# Jugendumweltkongress
Der Jugendumweltkongress  (abgekürzt Jukss) ist das bundesweite Treffen der Jugendumweltbewegung und versteht sich als Forum für alle ökologisch interessierten und engagierten Menschen. Der bisher letzte eigenständige Jukss fand vom 25. Dezember bis 3. Januar 2010 in der Waldorfschule Elmshorn bei Hamburg statt. Als Teil eines sogenannten 4in1-Befreiungskongresses gab es vom 8. bis 17. August 2014 einen Jukss in Potsdam.

## Geschichte
Der Jugendumweltkongress ging aus den zuvor getrennt stattfindenden Bundeskongressen der Naturschutzjugend und der BUNDjugend hervor und ist eine Nachfolgeveranstaltung des AufTakt, das als Ende einer internationalen Sternradtour 1993 in Magdeburg stattfand. Er findet seitdem einmal pro Jahr, meist über Silvester, in unterschiedlichen Städten in Deutschland statt. Der erste Kongress fand 1993/94 in Göttingen statt. Seitdem gab es weitere in Neubrandenburg, Freiburg, Berlin, Münster, Tübingen, Nürnberg, Dresden, Hittfeld, Darmstadt, Magdeburg, Bielefeld, Königs Wusterhausen, Berlin, Frankfurt am Main und Elmshorn.
Die ersten Kongresse wurden vor allem von den freien Projektwerkstätten und den beiden großen Jugendumweltverbänden (BUNDjugend und Naturschutzjugend) vorbereitet und gestaltet. Als das Umweltbundesamt 1998 die finanzielle Förderung des Kongresses einstellte, übernahm der unabhängige Trägerverein Jugendaktionstage e.V. die Ausrichtung des Kongresses. Die Teilnehmerzahlen bewegen sich in den letzten Jahren zwischen 200 und 500 Personen, in den Anfangsjahren gab es bis zu 1500 Teilnehmer. Damit ist der Jukss eine der größten regelmäßig stattfindenden umweltpolitischen Veranstaltungen im europäischen Raum.

## Teilnehmer

Workshop auf dem Jugendumweltkongress

Auf dem Jukss sind alle an Ökologie und Selbstbestimmung interessierten Menschen willkommen. Die überwiegende Mehrheit der Teilnehmenden ist zwischen 16 und 25 Jahren alt (einige auch jünger oder deutlich älter). Auf den Jukss kommen Menschen mit den unterschiedlichsten Interessen, z. B. um
- Ideen und Kontakte für eigene Projekte zu finden
- Gleichgesinnte kennenzulernen
- sich umweltpolitisch weiterzubilden
- andere Lebensweisen und Entscheidungsmodelle auszuprobieren und weiterzuentwickeln
- eigene Projekte vorzustellen und Wissen weiterzugeben
- Spaß zu haben, Musik zu machen, zusammen zu feiern und zu diskutieren

## Inhalte
Die thematischen Schwerpunkte des Jukss orientieren sich teilweise an aktuell brisanten umwelt- und entwicklungspolitischen Fragen – so standen Auseinandersetzungen um Grüne Gentechnik, Ökotechnologien, Internationale Agrarpolitik und Energieerzeugung im Mittelpunkt der letzten Kongresse. Darüber hinaus finden regelmäßig Arbeitskreise zu klassischen Themen der Umweltpolitik statt, während Werkzeug-AKs das Handwerkszeug für umweltpolitisches Engagement zu vermitteln versuchen. Einen breiten Schwerpunkt nehmen auch Arbeitskreise ein, die sich mit Praktika und Ausbildungen im Umweltbereich (ASA-Programm, Worldwide Work on Organic Farms,…) befassen, so gab es bereits auf mehreren Kongressen bundesweite Freiwilliges-ökologisches-Jahr-Treffen.

## Organisation des Kongresses
Meist finden sich die Organisatoren des nächsten Juksses auf den vorherigen Kongressen zusammen und treffen Verabredungen für die ersten Treffen. Zum Anfang des neuen Jahres finden dann "Übergabetreffen" statt, bei denen die Menschen vom alten Orga-Team den neuen Organisatoren erklären, wie die Vorbereitungen geschehen können, wo es Informationen über frühere Orga-Arbeiten gibt und welche Erfahrungen sie gesammelt haben. Das neue Orga-Team trifft sich dann in den nächsten Monaten mehrfach, um Absprachen zu treffen und die Rahmenbedingungen für den nächsten JUKSS zu organisieren. Traditionell löst sich das Orga-Team zum Beginn des JUKSSes auf und übergibt damit alle Verantwortungen und Gestaltungsmöglichkeiten an die Teilnehmer. Der Anspruch ist, dass diese sich gleichberechtigt, horizontal und selbstorganisiert verhalten und alle nötigen Arbeiten nun selbst in die Hand nehmen.
Für viele Juksse wurde während der Vorbereitungszeit ein Büro in der Stadt des nächsten Kongresses eingerichtet, wo Teilnehmende des Freiwilligen Ökologisches Jahrs, Praktikanten und andere Freiwillige die Veranstaltung vorbereiten konnten und für den Kongress notwendige Materialien, Archiv und Technik gelagert wurden. Nach dem Jugendumweltkongress in Magdeburg 2004/2005 blieb das dortige bei den Greenkids angesiedelte Orga-Büro bestehen und wurde in das neu gegründete Jugend-Umweltbüro übernommen. Hintergrund dieser Entwicklung zum festen Büro-Ort war u. a. das Sinken der Verbindlichkeit innerhalb der Orga-Teams. Neue Büro-Orte wurden nicht mehr eingerichtet.

## Selbstverständnis des Jukss
Der Jukss soll kein reiner Fachkongress sein und legt daher neben der Auseinandersetzung mit umweltpolitischen Themen und gesellschaftspolitischen Alternativen großen Wert auf die ganz praktischen Fragen eines umweltverträglichen Lebensstils. Er versteht sich in diesem Sinne als ein Stück gelebte Utopie in deren Rahmen eine Woche lang ausprobiert werden kann, wie ein ökologischeres und selbstbestimmteres Zusammenleben möglich ist. Über die Jahre ist ein komplexes Selbstverwaltungsmodell entstanden, das Schritt für Schritt weiterentwickelt wird. Der Abbau formeller und informeller Hierarchien, Selbstorganisation und Freie Vereinbarungen sind dabei wichtige Stichworte.
Der JUKSS verortet sich politisch in der Jugend-Umweltbewegung der 1990er Jahre. Diese ist inzwischen als solche kaum noch vorhanden. Die letzten Reste dieser unabhängigen und zum Teil radikalökologischen Bewegung sind einzelne Umweltwerkstätten, Projektwerkstätten und Basisgruppen wie Greenkids e.V. in Magdeburg beziehungsweise gleichberechtigte Zusammenschlüsse solcher Gruppen wie das Jugendumweltnetzwerk JANUN in Niedersachsen. Medien dieser Bewegung waren unter anderem die Kritische Masse (Zeitung der BUNDjugend Baden-Württemberg), die Ö-Punkte, das FUI (Zeitung der Bundeskoordination Studentische Ökologiearbeit) und das grüne blatt. Davon existieren inzwischen nur noch die erste und die letztgenannte Zeitschrift.
Durch die Zersplitterung der Jugend-Umweltbewegung ist auch der Jukss heute nicht mehr nur noch dieser zuzuordnen. Inzwischen verstehen sich die Teilnehmenden als buntgemischte Gruppe, von denen sich einige als öko-anarchistisch bezeichnen.

## Kritik
Die Jugendumweltverbände, die den Jukss einst mit begründet haben, sind auf dem Kongress kaum noch präsent. Seitens der Verbände wird dies damit begründet, dass der Jukss kaum noch die eigene Klientel anspricht, weil er sehr allgemeinpolitisch geworden ist und sich von Umweltthemen weit entfernt hat. Dies ist richtig, da es jedem freisteht, Arbeitskreise und Workshops anzubieten.
Interne Kritiken wurden in den letzten Jahren vor allem zur Praxis der Selbstorganisation geübt. Dieser Anspruch werde ungenügend erfüllt, häufig müssten trotzdem wenige Leute die Arbeit für viele übernehmen. Die Debatte wird auf der Website des JUKSS und vor allem im grünen blatt geführt.